# We're All No One
Singles de Nervo
The Way We See The World
(2011) Livin' My Love
(2012)
Singles par Afrojack
No Beef
(2011) Can't Stop Me Now
(2012)
Singles par Steve Aoki
No Beef
(2011) Livin' My Love
(2012)
We're All No One est une chanson d'electro house des sœurs jumelles australienne Nervo. On retrouve le featuring du DJ hollandais Afrojack et du DJ américain Steve Aoki. Sous le label de musique électronique Astralwerks, le single sort sous format numérique le 2 septembre 2011 en Australie et aux États-Unis et le 16 décembre 2011 en Belgique. Le 11 mars 2012 le single sort au Royaume-Uni et en Irlande.

## Clip vidéo
Le clip vidéo sort le 30 octobre 2011 sur le site de partage YouTube, sur le compte NervoVEVO. D'une durée de 3 minutes 46, le clip a été visualisé plus 8,2 millions de fois.

## Liste des pistes
| 1. | We're All No One (Edit)                      | 3:20 |
| 2. | We're All No One (NERVO Goes to Paris Remix) | 5:41 |
| 3. | We're All No One (Hook N Sling Remix)        | 6:01 |
| 4. | We're All No One (Dave Audé Club Mix)        | 8:14 |
| 5. | We're All No One (Jungle Fiction Remix)      | 4:03 |
| 6. | We're All No One (Original Mix)              | 3:36 |

## Classement par pays
| Classement (2011-2012)                      | Meilleure position |
| ------------------------------------------- | ------------------ |
| Belgique (Flandre Ultratip 100)             | 56                 |
| Belgique (Wallonie Dance Bubbling Under)    | 2                  |
| Pays-Bas (Single Top 100)                   | 89                 |
| Royaume-Uni (UK Dance Chart)                | 27                 |
| États-Unis Hot Dance Club Songs (Billboard) | 8                  |

## Historique de sortie
| Pays        | Date             | Format                   | Label       |
| ----------- | ---------------- | ------------------------ | ----------- |
| Australie   | 2 septembre 2011 | Téléchargement numérique | Astralwerks |
| États-Unis  | 2 septembre 2011 | Téléchargement numérique | Astralwerks |
| Belgique    | 16 décembre 2011 | Téléchargement numérique | Astralwerks |
| Irlande     | 11 mars 2012     | Téléchargement numérique | Astralwerks |
| Royaume-Uni | 11 mars 2012     | Téléchargement numérique | Astralwerks |